# Ludvig Bergh
Ludvig Bergh (Christiania, 9 januari 1865 – Bergen 22 oktober 1924) was een Noors (toneel)acteur, zanger en theaterchef.
Haakon Ludvig Bergh werd als derde kind geboren in het gezin van gerechtsadvocaat Johannes Bergh en Christine Fredrikke Borchgrevink. Hij huwde in 1891 met Milly Bergh, waarvan hij in 1910 scheidde. Hij trouwde het jaar daarop met Dagny Durban-Hansen en scheidde in 1918. Echtgenote nummer drie werd Inga Georgine Lagrange.
Als Noor zijnde maakte Ludvig Bergh zijn debuut in 1890 in Kopenhagen. Hij was vervolgens verbonden aan het Carl Johan Teater in Oslo. Hij speelde van 1894 tot 1908 allerlei rollen in het Christiania Theater, was betrokken bij de afsluittournee van dat theater en verhuisde mee naar het Nationaltheatret. Hij speelde daarbij zowel in komedies, operette en/of drama/tragedies. Zijn bekendste rollen had hij in Die Fledermaus en Een poppenhuis. Hij kreeg in 1908 een vaste aanstelling als acteur bij het Den Nationale Scene in Bergen. Hij was vervolgens van 1909 tot aan zijn dood toneelregisseur aldaar.
Ludvig Bergh was tevens schrijver van komische verhalen.
Enkele concerten:
- juni 1891: openluchtconcert in Tivoli te Oslo, samen met zijn toenmalige vrouw Milly Bergh
- 20 maart 1892: concert op naam van Agathe Backer-Grøndahl, Ludvig en Milly met onder andere een lied van Emil Sjögren
- december 1897: Ludvig en Milly met onder andere liederen van Christian Sinding

- Bibsys: 99062709
- KulturNav: dcd3f65f-b5f0-4bda-9c4d-25bf3fe16294
- Virtual International Authority File: 153148995770759750892